# Сухоносов, Пётр Петрович
Пётр Петро́вич Сухоно́сов (7 июля 1929 — 1999?) — священник Русской Православной Церкви, настоятель церкви Покровской церкви в станице Орджоникидзевская (Ингушетия).
Похищен террористами в 1999 году в церкви, в которой служил более 40 лет, и принял мученическую смерть.

## Биография
Родился 7 июля 1929 года в селе Винодельном Северо-Кавказского края.
В 1948 году Петр Сухоносов поступил в Ставропольскую духовную семинарию, а в 1952 году успешно окончил её. После рукоположения служил в Андреевском храме г. Ставрополя, затем с 1954 по 1959 в селе Малые Ягуры и одновременно в соседнем селе Камбулат.
В 1959 году отец Петр Сухоносов переведен на службу в село Дивное, а затем в Рагули.
В 1960 году отец Петр Сухоносов был направлен за пределы Ставрополья, настоятелем храма в станицу Орджоникидзевскую (бывш. Слепцовскую). В этой станице батюшка останется до своей мученической смерти.
С весны 1994 года он назначается благочинным православных церквей Ингушетии.
Во время Первой чеченской войны 1994-96 годов российские военные обращались с просьбой к отцу Петру приехать в расположение дислоцированных на границе с Чечнёй подразделений и блокпостов, чтобы окрестить молодых солдат и отслужить молебен о спасении. Эти поездки священника к военным вызывали недовольство среди чеченцев.
В 1998 году протоиерей Петр Сухоносов награждён орденом святого равноапостольного князя Владимира III степени.

## Первая попытка похищения
Летом 1997 года была совершена первая попытка похищения отца Петра. Его спасла девушка, которая вцепилась в него обеими руками и закричала. Тут же прибежали два прихожанина и стали вытаскивать отца Петра из машины, куда его почти затолкали похитители. На крик из соседних дворов выручать из беды «русского муллу» выскочили женщины-ингушки и отца Петра удалось отбить.
Автор стихотворений. В журнале «Нескучный сад» Пётр Сухоносов назван «одним из самых известных и чтимых священников нашего времени».

## Похищение и мученическая смерть
28 марта 1999 года протоиерей Пётр Сухоносов на глазах у прихожан был похищен боевиками Арби Бараева из храма. Неподалёку от административной границы с Чечнёй около села Серноводского между преступниками и сотрудниками милиции завязалась перестрелка. Похитители бросили машину и вместе с похищенным скрылись на территории Чечни. Накануне, 27 марта из церкви станицы Ассиновская в Чечне был захвачен и увезен протоиерей Петр Макаров. 7 апреля был похищен третий священник — о. Сергий Потапов. Впоследствии в результате спецоперации российских спецслужб о. Петр Макаров и о. Сергий Потапов были освобождены.
О судьбе отца Петра длительное время не было ничего известно. Только через полгода по телевидению был показан сюжет, снятый в подвале, по всей видимости похитителями, где в замученном пытками обнажённом человеке был опознан отец Петр Сухоносов. Тела отца Петра так и не нашли, обстоятельства его смерти не известны. По мнению правоохранительных органов и церковных иерархов, его давно нет в живых.
В конце 2000 года по благословению митрополита Ставропольского и Владикавказского Гедеона был совершён чин погребения протоиерея Петра Сухоносова, символическое захоронение отца Петра состоялось в церкви села Рагули.
Семьи у Петра Сухоносова не было — он был целибатным священником.